# Syrphetodes bullatus
Syrphetodes bullatus is een keversoort uit de familie Ulodidae. De wetenschappelijke naam van de soort is voor het eerst geldig gepubliceerd in 1886 door Sharp.